# Državna cesta D32
Die Državna cesta D32 (kroatisch für ,Nationalstraße D32‘) ist eine Nationalstraße in Kroatien. Die Straße beginnt an der Anschlussstelle Delnice der Autocesta A6, führt über die Državna cesta D6 südlich an Delnice vorbei und weiter in den nördlichen Gorski kotar nach Parg, wo die kurze D305 nach Čabar an der Grenze zu Slowenien abzweigt. Die D32 führt weiter nach Prezid und geht nach Querung der Grenze zu Slowenien in die slowenische Straße 213 über.
Die Länge der Straße beläuft sich auf 49,7 km.